# Phaonia scutellata
Phaonia scutellata är en tvåvingeart som först beskrevs av Zetterstedt 1845.  Phaonia scutellata ingår i släktet Phaonia och familjen husflugor. Arten är reproducerande i Sverige. Inga underarter finns listade i Catalogue of Life.

## Bildgalleri

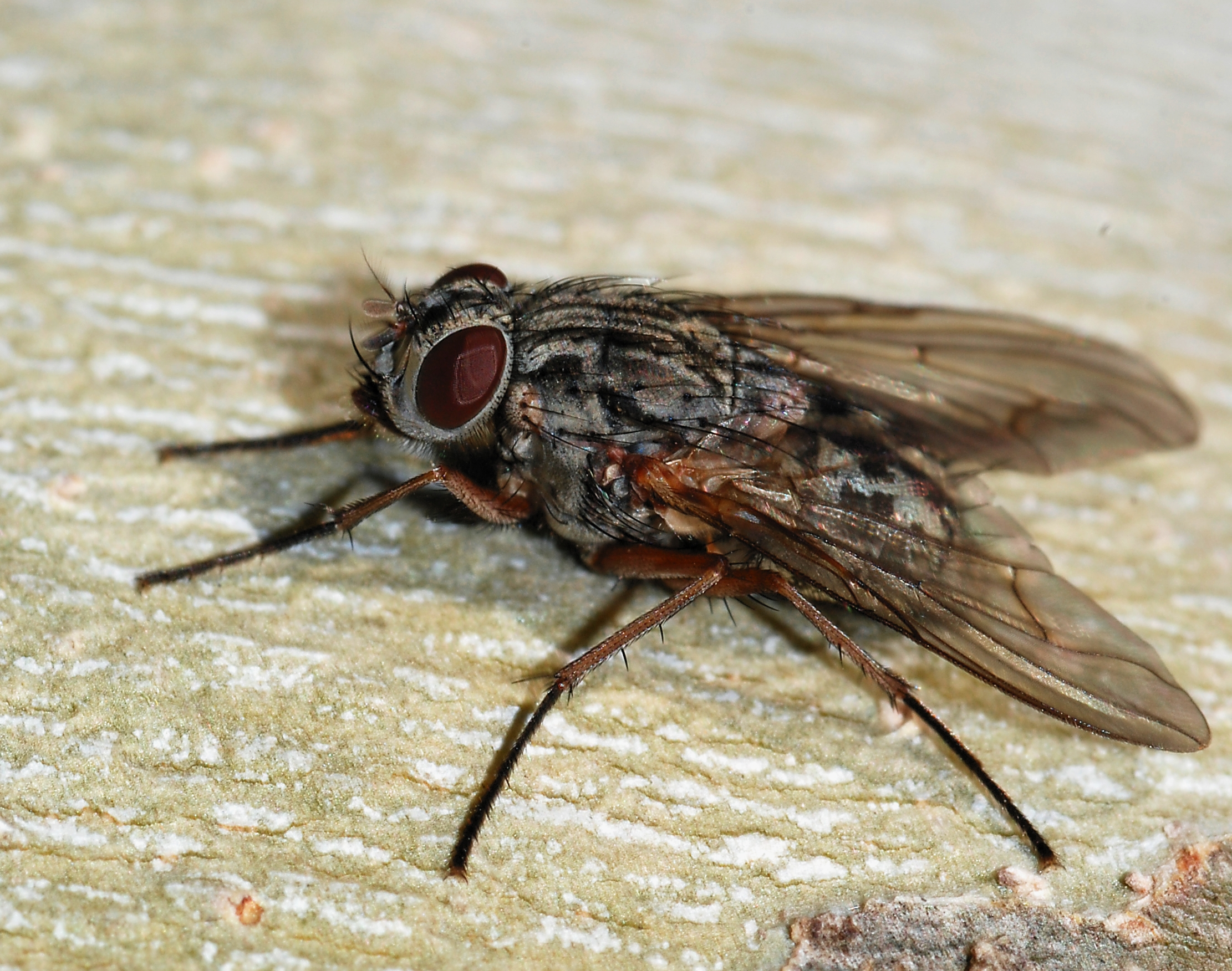
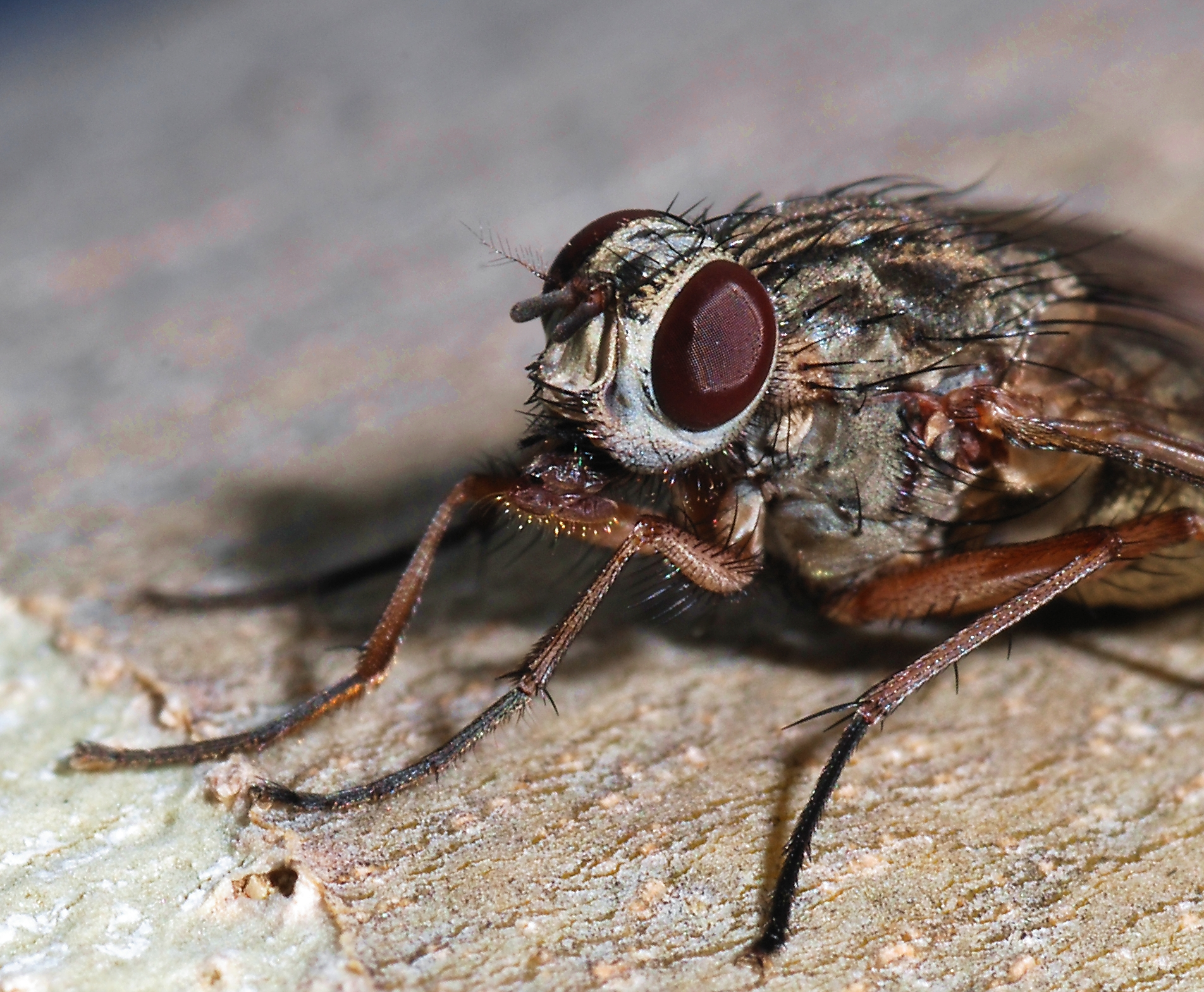
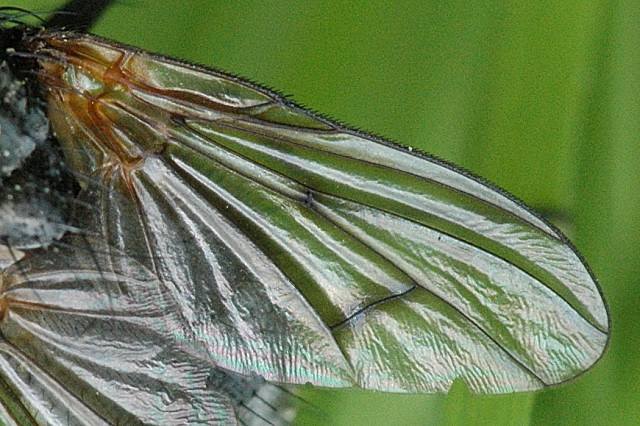